# Gloria in excelsis Deo (BWV 191)
Gloria in excelsis Deo (Gloire à Dieu au plus haut des Cieux) (BWV 191) est une cantate religieuse de Johann Sebastian Bach, composée à Leipzig probablement entre 1740 et 1745.

## Histoire et livret
Gloria in excelsis Deo a été écrite pour Noël, comme indiqué en tête du manuscrit de la main même de Bach « J.J. Festo Nativit: Xsti." (Jesu Juva Festo Nativitatis Christi » (Célébration pour la naissance de Christ), à chanter avant le sermon. Pour cette destination liturgique, cinq autres cantates ont franchi le seuil de la postérité : les BWV 63, 91, 110, 197a et la 248/1 (première cantate de l'Oratorio de Noël). De récentes preuves manuscrites tirées des archives laissent penser que la cantate n'a pas été jouée pour la première fois en 1743 comme on le croyait jusqu'alors mais en 1745 en un service de Noël spécial pour célébrer le Traité de Dresde qui mit fin aux épreuves imposées à la région par la deuxième guerre de Silésie. Le doute subsiste, comme pour le lieu de sa première exécution : Dresde, Leipzig ou Varsovie.
Contrairement aux autres cantates religieuses de Bach, le texte n'est pas en allemand, tiré de la Bible, d'un choral ou d'un poème contemporain mais en latin, repris de Gloria in Excelsis Deo et de la Doxologie. C'est la seule dans ce cas chez Bach et la seule en latin parmi les quelque deux cents cantates religieuses allemandes qui nous sont parvenues. Ses trois mouvements sont basés sur une composition antérieure, une messe (Kyrie et Gloria) que Bach avait écrite en 1733 et qui allait être intégrée dans sa monumentale Messe en si mineur de 1748. Le premier mouvement (Gloria) est une copie presque identique du gloria de la messe de 1733, tandis que les deuxième et troisième mouvements en sont de proches parodies. Des parties de la section en fugue de Sicut erat in principio, issu de la disposition de 1733 du Cum sancto spiritu, sont passées d'une exposition purement vocale à une présentation instrumentale. Les modifications qu'a apportées Bach aux deux derniers mouvements de la BWV 191 n'ont cependant pas été reprises dans le manuscrit récapitulatif final de la Messe en si mineur, ce qui ne permet pas de savoir s'il s'agissait d'« améliorations » à la partition originale de 1733.

## Structure et instrumentation
De la main de Bach on lit sur la partition : J.J. Festo Nativit: Xsti. Gloria in excelsis Deo. à 5 Voci. 3 Trombe Tymp. 2 Trav 2 Hautb. 2 Violini Viola e Cont. Di J.S.B.. La cantate est donc écrite pour trois trompettes, timbales, deux flûtes, deux hautbois, deux violons, alto et basse continue, deux voix solistes (soprano et ténor) et un inhabituel chœur à cinq voix, SATB avec une double partie de soprano. Son seul lien avec Noël est le chœur d'ouverture d'après Luc. 2:14, à jouer avant le sermon. Les deux mouvements après le sermon (indiqués « post orationem ») distribuent les mots de la doxologie en un duo Gloria Patri et Filio et Spiritui sancto (correspondant au Domine Deus, pièce centrale du Gloria de la Messe en si mineur et un chœur final Sicut erat in principio (correspondant au Cum sancto spiritu du Gloria). Le mouvement final  peut inclure des indications de ripieno (pour accompagner le chœur) semblables aux ripienos que l'on trouve dans   Unser Mund sei voll Lachens BWV 110, qui est également une cantate de Nativité.
1. chœur : Gloria in excelsis Deo[3].
2. duo (soprano/ténor): Gloria Patri et Filio et Spiritui sancto
3. chœur : Sicut erat in principio

## Source
- (en) Cet article est partiellement ou en totalité issu de l’article de Wikipédia en anglais intitulé « Gloria in excelsis Deo, BWV 191 » (voir la liste des auteurs).